# Mirja Hietamies
Mirja Kyllikki Hietamies (Lemi, 7 januari 1931 - Savitaipale, 14 maart 2013) was een Fins langlaufster. 

## Carrière
Hietamies won tijdens het debuut van het vrouwenlanglaufen op de Olympische Winterspelen van 1952 de zilveren medaille op het enige onderdeel de 10 kilometer. Tijdens de wereldkampioenschappen in 1954 won Hietamies de bronzen medaille op de 10 kilometer en de zilveren medaille op de estafette. Hietamies behaalde haar grootste succes met het winnen van olympisch goud in de estafette in 1956.

## Belangrijkste resultaten

### Olympische Winterspelen
| Editie | Plaats            | Resultaten           |
| ------ | ----------------- | -------------------- |
| 1952   | Oslo              | 10 km                |
| 1956   | Cortina d'Ampezzo | 6e 10 km · estafette |

### Wereldkampioenschappen langlaufen
| Jaar | Plaats            | Resultaten           |
| ---- | ----------------- | -------------------- |
| 1952 | Oslo              | 10 km                |
| 1954 | Falun             | 10 km · estafette    |
| 1956 | Cortina d'Ampezzo | 6e 10 km · estafette |